# Ventilation (fysiologi)
Ventilation är en process i respirationen som innebär utbyte av luft mellan atmosfären och lungorna. Ventilationen beror av ett samspel mellan trycket i lungan och trycket i pleura (lungsäcken), där luften förflyttar sig från ett område med högt tryck till ett annat med lägre tryck, men påverkas också av resistensen i luftrören och lungans följsamhet. Ventilationen kan hos människor mätas med spirometri. 

## Andningscykeln (in- och utandning)
Inandning (inspiration) påbörjas genom att framförallt diafragma kontraheras. Detta leder till att diafragma dras nedåt, drar med sig pleuran och därmed normalt även lungan. De externa interkostala musklerna kan hjälpa till genom att sternum (bröstbenet) och revbenen trycks utåt. Detta leder i sig till att volymen i lungorna ökar så att trycket minskar (enligt Boyles lag).
Lugn utandning (exspiration) är en passiv process och sker då diafragman och de externa interkostala musklerna relaxeras och övergår till sina ursprungliga positioner. Då detta sker minskar volymen och därmed ökar också trycket i lungorna så att luft avges till atmosfären.
Djup eller forcerad ventilation vid till exempel fysisk aktivitet sker på ett annat sätt än ventilation vid normalt tempo.
En forcerad inandning gör att både diafragma och externa interkostala muskler kontraheras samt att mm. scalenes och m. sternocleidomastoideus kontraheras och ytterligare hjälper till att lyfta revbenen.
En forcerad utandning är en aktiv process som involverar interna interkostala muskler, magmusklerna och även ryggmusklerna.

## Intrapleuralt tryck
Trycket inuti lungsäcken, det vill säga intrapleuralt tryck, är alltid negativt på grund av alveolvätskans ytspänning, lungans elasticitet samt den torakala väggens elasticitet.
Vattnet i alveolvätskan gör att det i kontakt med luft drar ihop sig och försöker minska sin kontaktyta till luften. Denna kraft gör att alveolen dras ihop och därmed också lungan. Då detta sker tar den med sig lungsäckens viscerala membran så att trycket i pleuran sjunker.
Lungans elastiska vävnad gör att den vill återfå sin form då den sträckts ut vid en inandning (ungefär som en gummisnodd). Även detta gör att det intrapleurala trycket sjunker och hindrar därför lungan från att kollapsa totalt.
Den torakala väggen tenderar på grund av sin elasticitet att röra sig utåt ifrån lungan och gör därför att det parietala membranet hos pleuran dras med och ytterligare förstärker det negativa intrapleurala trycket. Pleuravätskans ytspänning är dock det som motstår det faktiska avskiljandet av den torakala väggen och lungan.
Vid en inandning sjunker det intrapleurala trycket ytterligare då den torakala väggen rör sig utåt och ökar långsamt vid en utandning då väggen trycks in mot lungan igen.
Om ett hål görs i thorax så att pleuran spräcks kommer lungan att kollapsa eftersom luft från atmosfären kommer att sippra in i pleuran för att jämna ut det låga trycket. Detta kommer att ske till den grad att lungan trycks ihop och omöjliggör ventilation. Detta tillstånd kallas pneumothorax.

## Resistensen i bronkioler
Bronkioler i andingssystemet är omgivna med glatt muskulatur och kan regleras vid ventilation. Ju mer dessa kontraherar och luftröret smalnar desto högre blir trycket och desto mer ökar resistensen. Detta leder till ett minskat luftflöde.
Faktorer som påverkar resistensen är bl.a. inverkan av parasympatiska nervsystemet som vid frisättande av acetylkolin leder till att den glatta muskulaturen kontraheras.
Även hormonet histamin som frisätts från t.ex. mastceller vid bl.a. allergiska reaktioner får musklerna att dras ihop.
Adrenalin däremot som är ett hormon som frisätts vid till exempel fysisk aktivitet i stora mängder får luftrören att dilatera.

## Lungans följsamhet
Den lätthet varmed lungan kan sträckas ut kallas för lungans följsamhet (compliance) och avgörs av två faktorer: 
- sträckningsmöjligheten hos de elastiska fibrer som lungan består av. Utgör 1/3 av lungans elastiska kapacitet.
- ytspänningen inuti alveolen till följd av vätskan (surfaktant) som finns däri. Utgör 2/3 av lungans elastiska kapacitet.

Låg compliance ses vid restriktiva lungsjukdomar p.g.a. att lungans återfjädringstryck ökar; det vill säga elasticiteten–som är ett objekts förmåga att återgå till ursprunglig form och storlek när stress på objektet upphör–ökar. Cystisk fibros är ett exempel på en sådan lungsjukdom, som kan innebära att de elastiska fibrerna inte är tillräckligt uttänjbara eftersom de i hög grad ersatts av ärrvävnad.
Vid en del obstruktiva lungsjukdomar, där emfysem i lungvävnaden är en del av sjukdomsbilden, ser man istället väldigt hög compliance. Lungan kan då ses som en "papperspåse"; den fylls lätt med luft, men har inte elasticiteten att tömmas enkelt.
Om ytspänningen blir för hög kollapsar lungan så att följsamheten försvinner och den kan inte blåsas upp igen. Detta sker vid t.ex. IRDS (infant respiratory distress syndrome).